# International Encyclopedia of Sexuality

The International Encyclopedia of Sexuality, en français L'Encyclopédie internationale de la sexualité est un ouvrage de référence en quatre volumes sur la sexualité humaine, organisé par pays. Elle a été publiée entre 1997 et 2001, sous la direction de Robert T. Francoeur et Raymond J. Noonan, avec des contributions d'universitaires du monde entier, dont Ramsey Elkholy. Une version mise à jour en un volume a été publiée en 2004 sous le titre The Continuum Complete International Encyclopedia of Sexuality et est par ailleurs hébergée sur le site web de l'Institut Kinsey.